# Ophiactis fuscolineata
Ophiactis fuscolineata is een slangster uit de familie Ophiactidae.
De wetenschappelijke naam van de soort werd in 1938 gepubliceerd door Hubert Lyman Clark.